# Сен-Мартен-Вальмеру
Сен-Марте́н-Вальмеру́ (фр. Saint-Martin-Valmeroux, окс. Sant Martin Valmeroux) — коммуна во Франции, находится в регионе Овернь. Департамент — Канталь. Входит в состав кантона Салер. Округ коммуны — Морьяк.
Код INSEE коммуны — 15202.
Коммуна расположена приблизительно в 420 км к югу от Парижа, в 90 км юго-западнее Клермон-Феррана, в 22 км к северу от Орийака.

## Население
Население коммуны на 2008 год составляло 856 человек.
| 1962 | 1968 | 1975 | 1982 | 1990 | 1999 | 2008 |
| ---- | ---- | ---- | ---- | ---- | ---- | ---- |
| 1157 | 1145 | 1099 | 1009 | 1012 | 911  | 856  |

## Экономика
В 2007 году среди 483 человек в трудоспособном возрасте (15—64 лет) 354 были экономически активными, 129 — неактивными (показатель активности — 73,3 %, в 1999 году было 69,3 %). Из 354 активных работали 325 человек (170 мужчин и 155 женщин), безработных было 29 (15 мужчин и 14 женщин). Среди 129 неактивных 22 человека были учениками или студентами, 55 — пенсионерами, 52 были неактивными по другим причинам.

## Достопримечательности
- Крытый рынок (XVII век). Памятник истории с 1947 года[3]
- Церковь Сен-Мартен (XIII—XIV века). Памятник истории с 1862 года[4]
- Замок Сен-Поль (XV—XVI века). Памятник истории с 1971 года[5]
- Замок Кревекёр[фр.] (XIII век)

## Фотогалерея
- Сен-Мартен-Вальмеру
- Карта коммуны